# Réserve naturelle nationale de La Désirade
La réserve naturelle nationale de La Désirade (RNN173) est une réserve naturelle nationale géologique située en Guadeloupe. Classée en 2011, elle s'étend sur 62 ha et protège un site géologique à l'extrémité orientale de l'île de La Désirade.

## Localisation

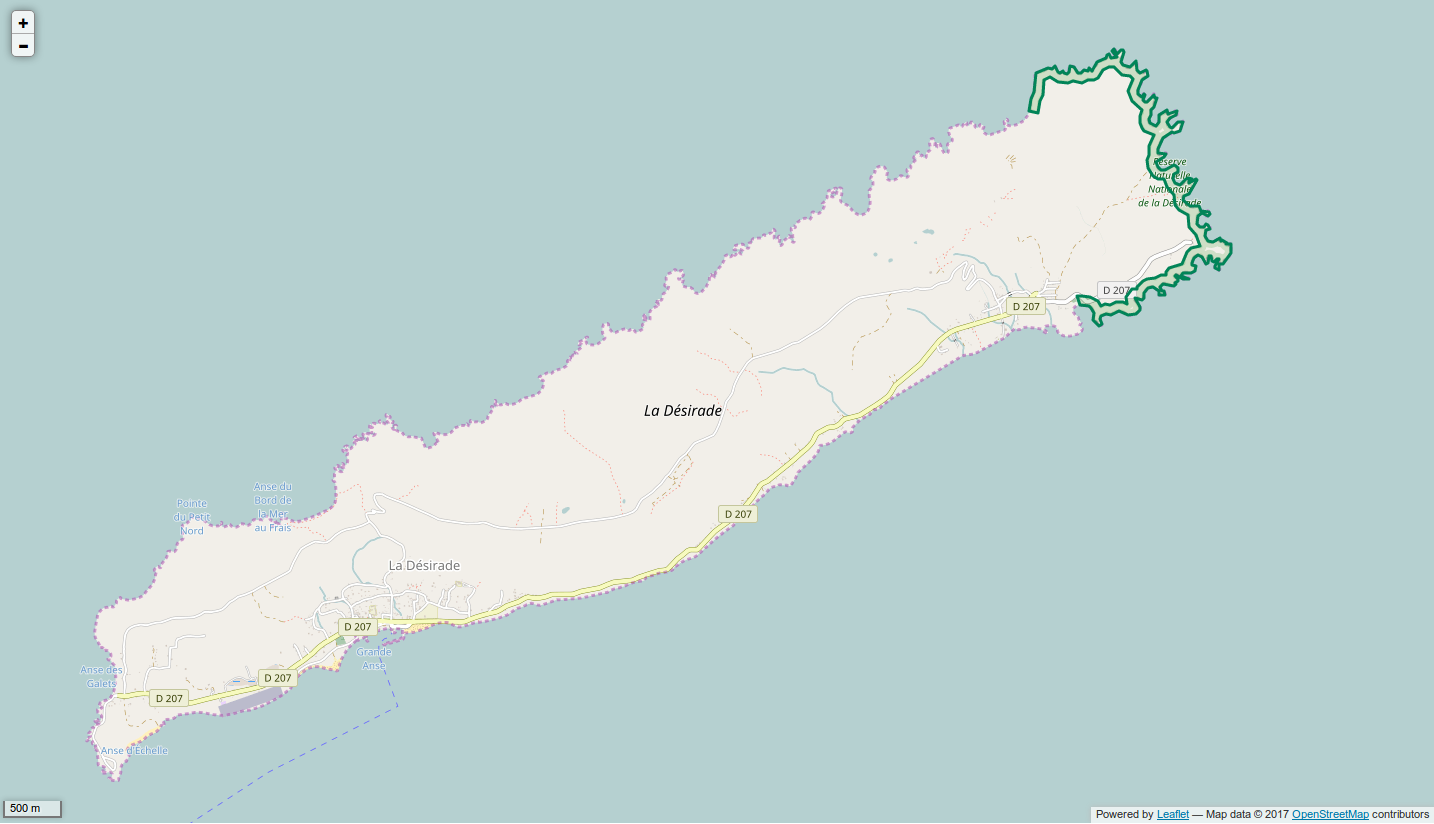
Périmètre de la réserve naturelle.

Situé à l'est de la Grande-Terre, le territoire de la réserve naturelle se trouve en Guadeloupe dans la partie orientale de l’île de La Désirade sur la commune du même nom. Il a la forme d'une bande côtière de quelques centaines de mètres entourant la pointe Doublé.

## Histoire du site et de la réserve
Le patrimoine géologique de la Guadeloupe a fait l'objet d'un inventaire qui a débouché sur une liste de 33 géosites remarquables. Alors que certains font l'objet de mesures de protection par l'intermédiaire de sites classés ou par la présence du Parc national de la Guadeloupe, d'autres n'étaient pas protégés jusqu'à une date récente. Cette situation a motivé la demande de classement en réserve naturelle de l'extrémité orientale de l’île de La Désirade. Ce classement est intervenu en 2011.

## Écologie
Le site de la réserve naturelle présente un éventail complet de roches et phénomènes géologiques, résultat des déplacements de la plaque tectonique caraïbe. On y trouve également des manifestations des oscillations récentes du niveau marin. Le site correspond à la première réserve naturelle à caractère géologique d'outremer.

### Géologie
La partie orientale de l'île constitue une zone témoin d'un ancien arc volcanique. À cet endroit, par le phénomène de subduction, la plaque caraïbe recouvre la croûte océanique. Les roches les plus anciennes des Petites Antilles se trouvent au sein de la réserve.
La côte nord abrite dans ses falaises des diorites et trondhjémites datées de 145 à 150 millions d'années. La partie est montre des coulées de basalte sous-marines souvent sous forme de coussins (pillow lava). On y trouve également une roche siliceuse du Tithonien, la radiolarite de couleur verte à brun rouge qui présente des accumulation de radiolaires.

### Flore et faune

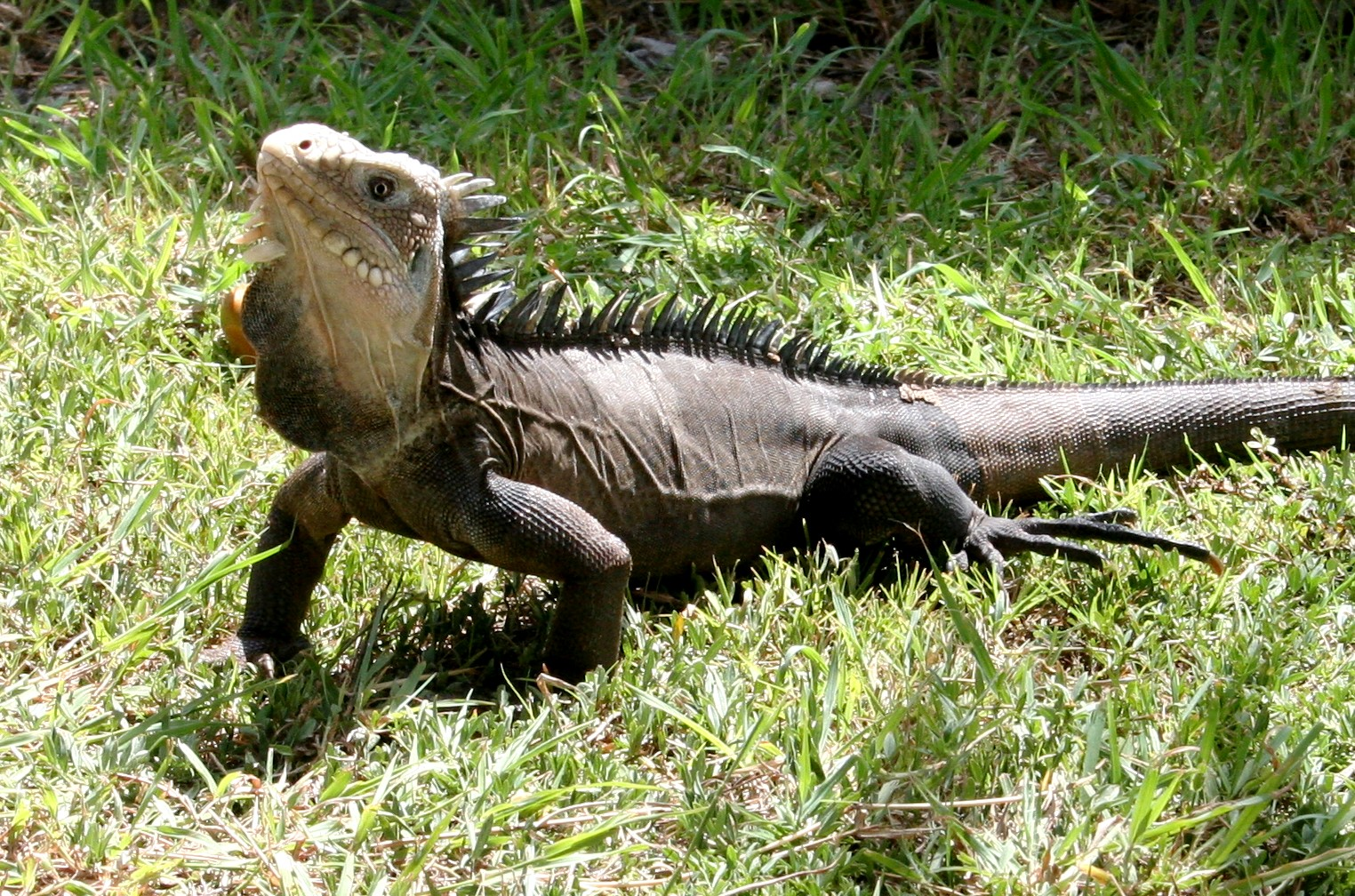
Iguane des Petites Antilles.

Les milieux secs du site abritent des espèces remarquables comme le cactus « tête à l'anglais » ou le gaïac, et des endémiques comme le Scinque de la Désirade et l'Iguane des Petites Antilles.
L'avifaune comprend des Frégates superbes, des Pélicans bruns et des phaétons (Phaéton à bec rouge, Phaéton à bec jaune).

### Galerie

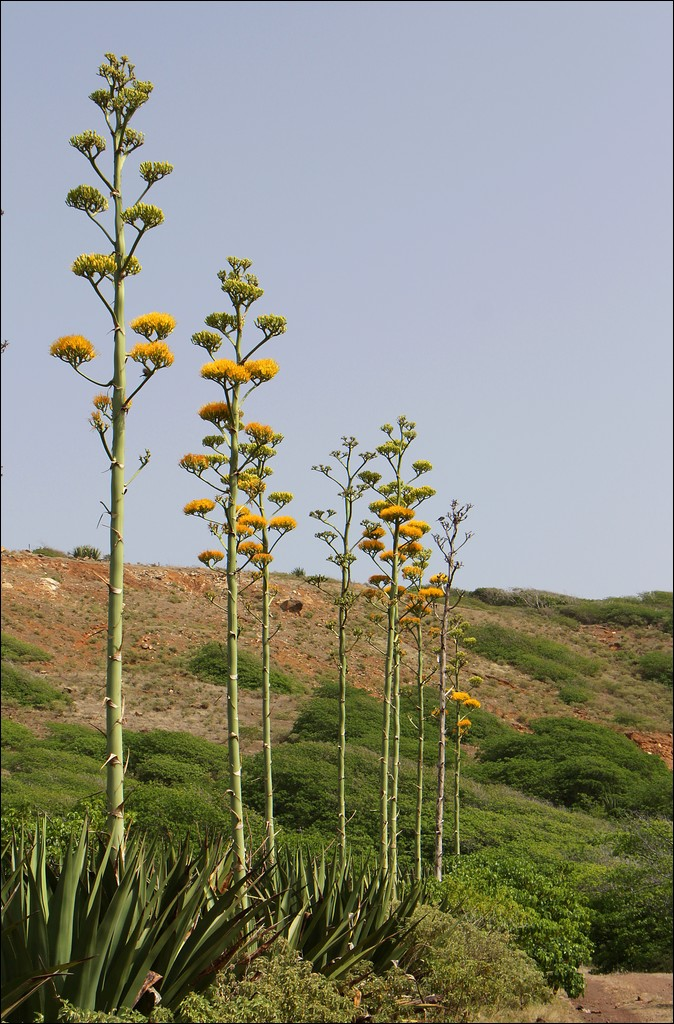
Agaves Karatto.
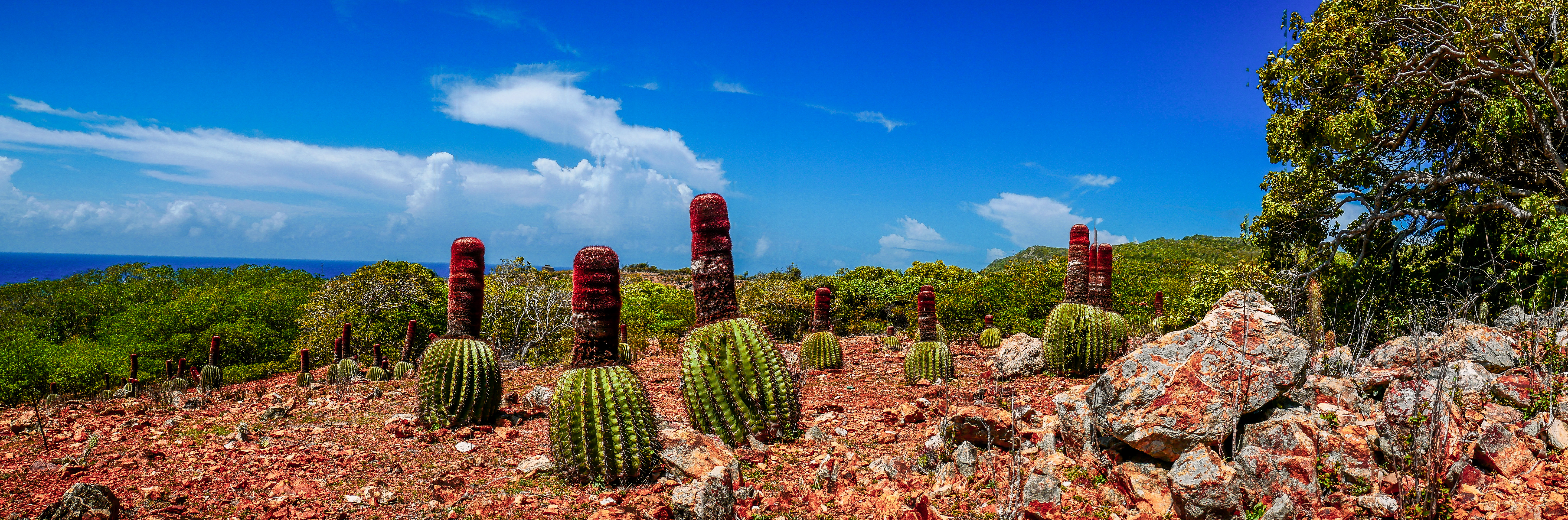
Champ de cactus « Têtes à l'Anglais ».
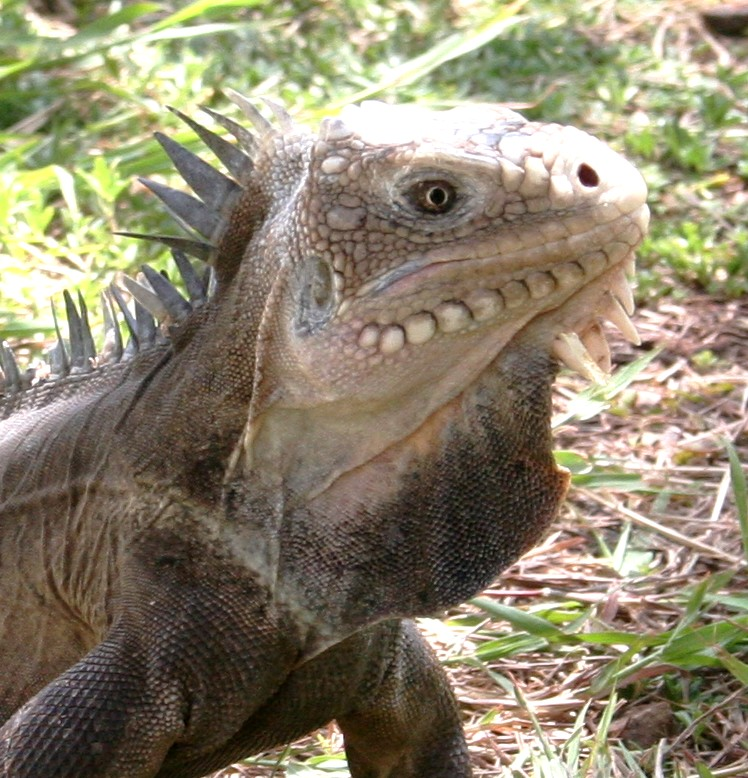
Iguana delicatissima.
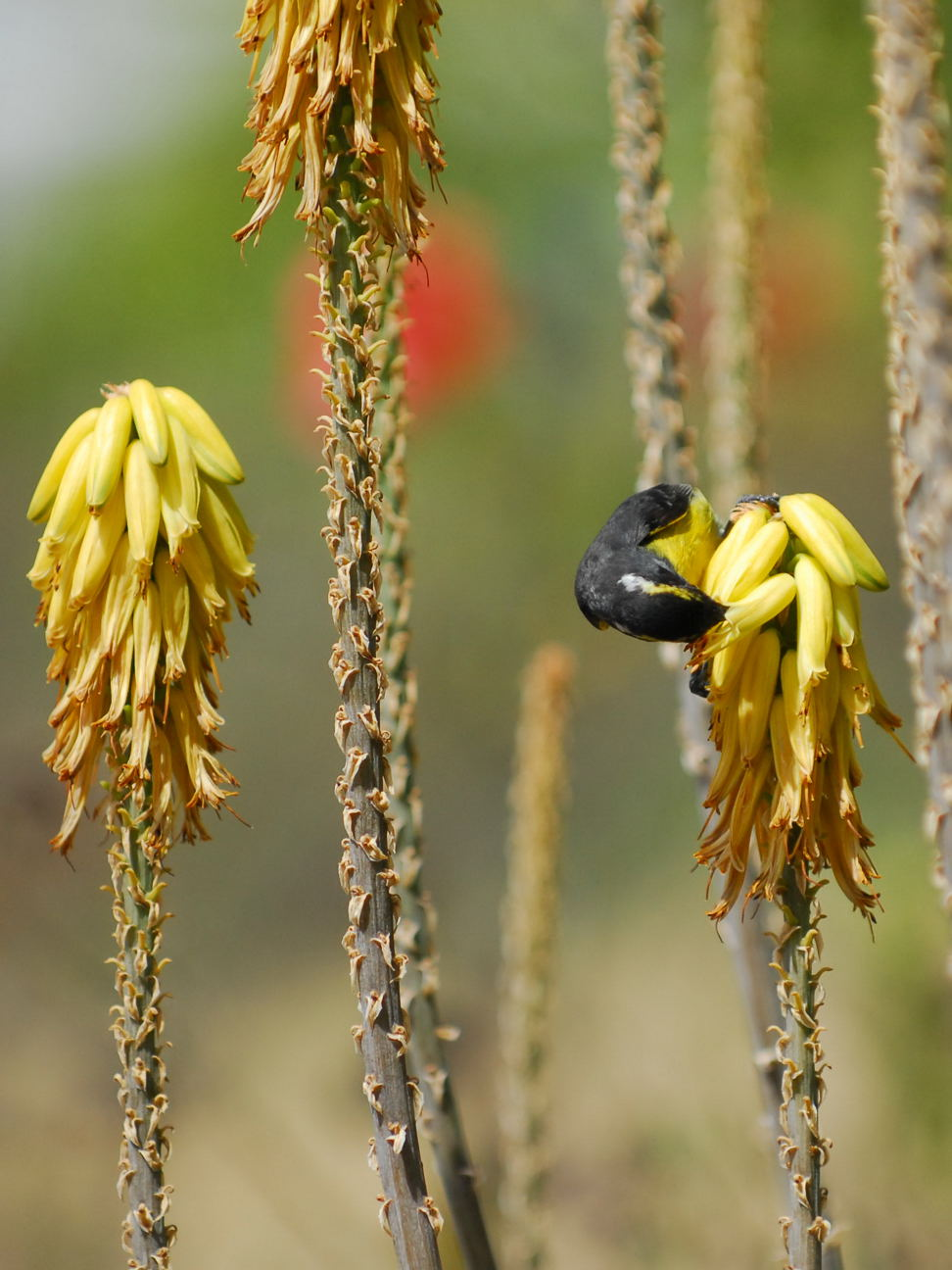
Coereba flaveola (Sucrier à ventre jaune) sur un aloès.
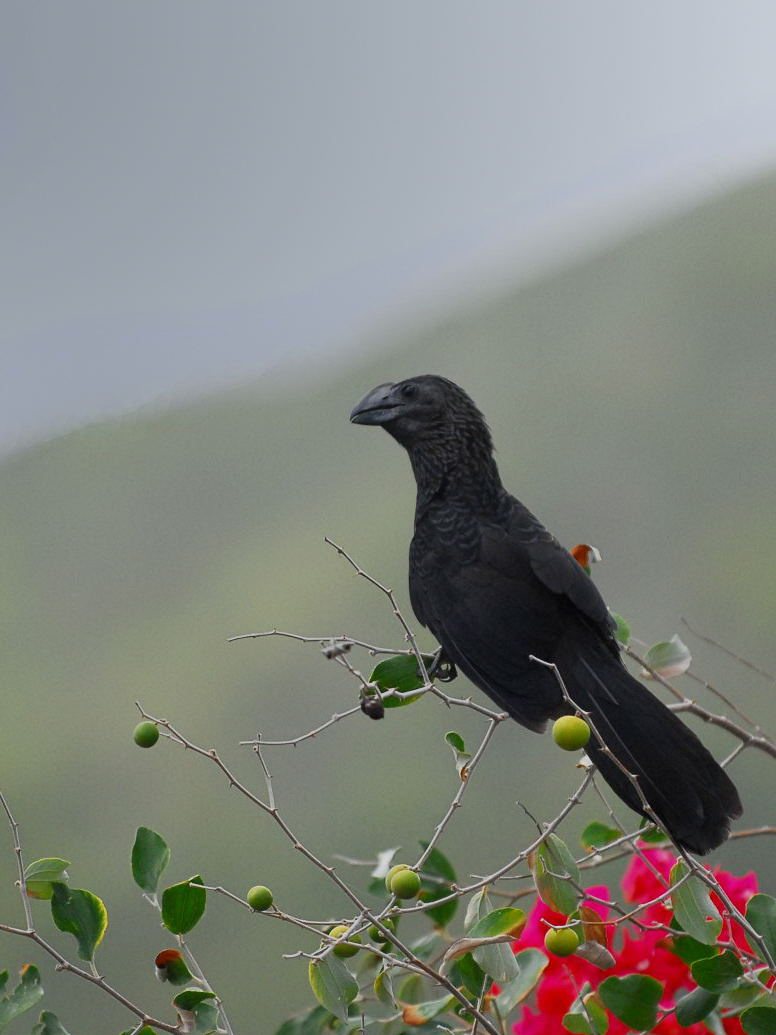
Ani à bec lisse.
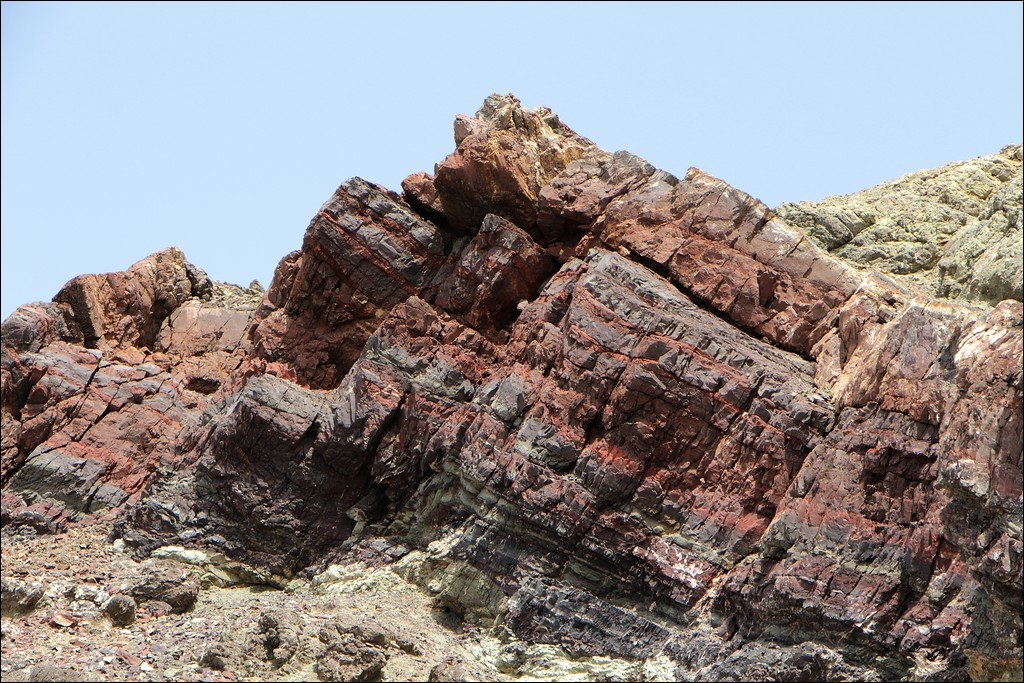
Radiolarites de la réserve géologique.

## Administration
La réserve naturelle est gérée par l'association Titè et l'Office national des forêts (ONF). Cette réserve naturelle étant à caractère essentiellement géologique, le décret interdit de collecter et d’emporter des minéraux, roches et fossiles, d’exécuter des fouilles archéologiques et de prélever des matériaux, sauf à des fins scientifiques. Les activités de recherche ou d’exploitation de carrière ou minière, de prélèvement de sable sont interdites. Les activités pastorales et agricoles, ainsi que la chasse, sont interdites. Toute activité industrielle et commerciale est interdite, à l’exception de celles liées à la gestion et à l’animation de la réserve. La circulation des piétons, des cyclistes et des cavaliers est autorisée. Le pique-nique, le camping et le bivouac sont interdits.

### Outils et statut juridique
La réserve naturelle a été créée par un décret du 19 juillet 2011.